# Magny-Jobert
 Magny-Jobert  es una población y comuna francesa, situada en la región de Franco Condado, departamento de Alto Saona, en el distrito de Lure y cantón de Lure-Sud.

## Demografía
| 67 | 76 | 67 | 83 | 87 | 69 | 84 |
| Para los censos de 1962 a 1999 la población legal corresponde a la población sin duplicidades (Fuente: INSEE [Consultar]) |    |    |    |    |    |    |